# Nigel Sadler
Nigel Sadler (ur. 17 września 1978 w Blackwood) – australijski żużlowiec.

## Życiorys
Trzykrotny medalista młodzieżowych indywidualnych mistrzostw Australii (Adelaide 1996 – brązowy, Shepparton 1997 – srebrny, Gold Coast 1999 – złoty) oraz brązowy medalista indywidualnych mistrzostw Australii (Mildura 1999). 
Największy sukces w karierze odniósł w 1999 r. w Vojens, gdzie zdobył brązowy medal indywidualnych mistrzostw świata juniorów. W tym samym roku startował w rozgrywkach polskiej II ligi, reprezentując klub Włókniarz Częstochowa (wystąpił w sześciu meczach, uzyskując średnią 1.926).

## Przynależność klubowa
Polska
- Włókniarz Częstochowa (1999)